# غونتر هوتز
غونتر هوتز (بالألمانية: Gunter Hotz )
ولد في (16 نوفمبر، 1931) هو رائد ألماني في علم الحاسبات. يتضمّن عمله اللّغات الاصطلاحية، الدّارات الرّقمية، ونظرية التعقيد الحسابي.